# Sibiti
Sibiti es una localidad de la República del Congo, chef-lieu del departamento de Lékoumou, dentro del cual la localidad está constituida administrativamente como uno de sus distritos. El Aeropuerto de Sibiti se encuentra en sus cercanías.
En 2011, el distrito tenía una población de 46 608 habitantes, de los cuales 22 206 eran hombres y 24 402 eran mujeres.
La localidad se ubica en el sur del departamento, a medio camino entre Nkayi y Mossendjo sobre la carretera P5.